# Eomsa-myeon
Eomsa-myeon (koreanska: 엄사면) är en socken i kommunen Gyeryong i Sydkorea. Den ligger i provinsen Södra Chungcheong, i den centrala delen av landet, 150 km söder om huvudstaden Seoul.